# Domberg (Tallinn)

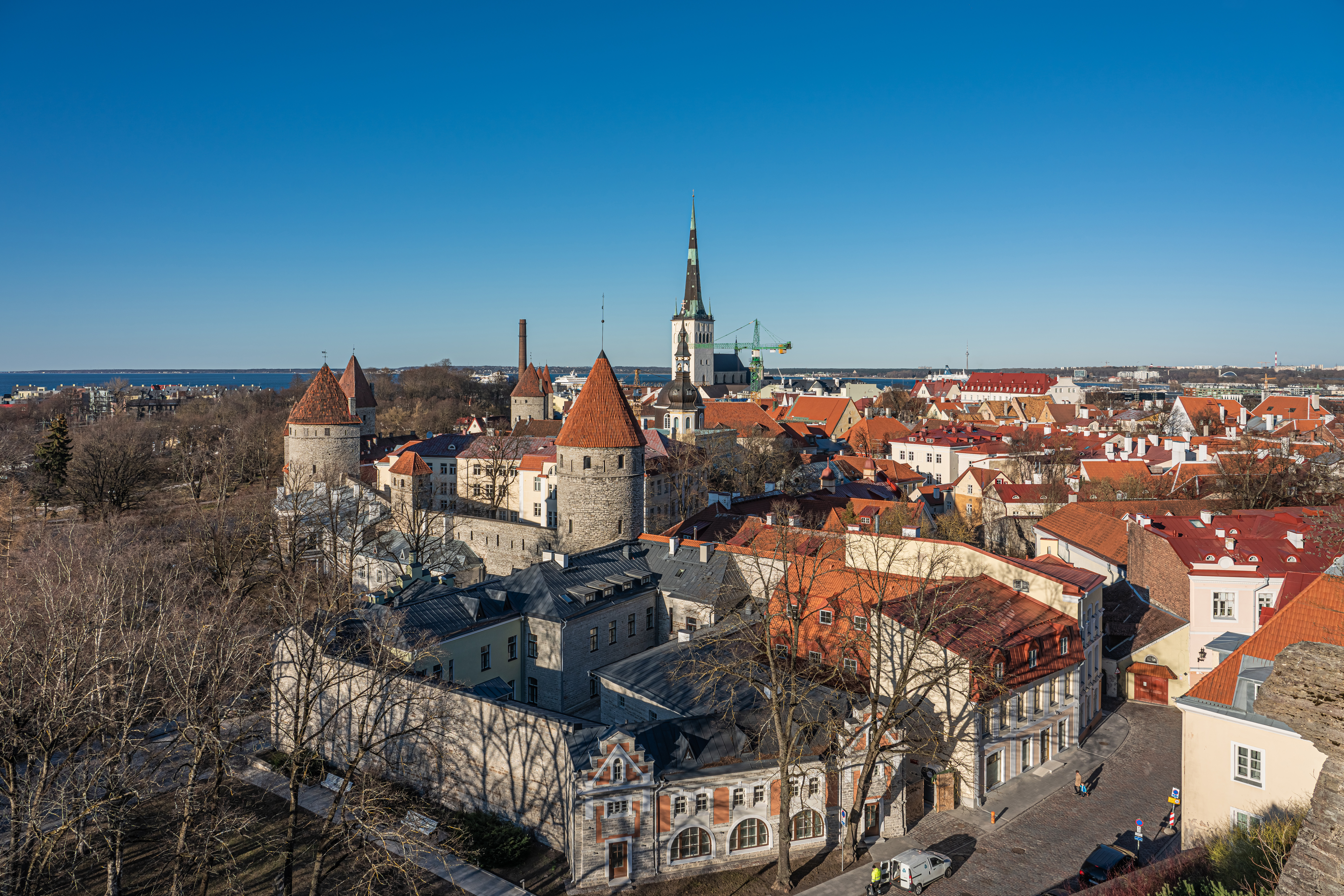
Blick vom Domberg auf die Unterstadt

Der Domberg (estnisch Toompea) ist ein Kalkberg in der estnischen Hauptstadt Tallinn, der als Wahrzeichen der Stadt gilt. Auf dem Domberg befindet sich die Oberstadt. Bis 1877 war diese eine von der Unterstadt Tallinns getrennte Stadt. Angeblich liegt hier die Grabstätte des estnischen Nationalhelden Kalev. 1684 gab es auf dem Domberg einen Brand, der große Schäden anrichtete.
Auf dem Domberg liegt die Burg Tallinn mit dem Langen Hermann. Vorläufer der Burg waren Holzbefestigungen der Esten, die im 10. oder 11. Jahrhundert errichtet worden waren und zu Beginn des 13. Jahrhunderts durch eine dänische Burg (lat. Castrum Danorum) ersetzt wurden. Die Burg und die Siedlung wurden 1219 vom dänischen König Waldemar II. zerstört. Er ließ eine neue Burg bauen. Seit 1234 wurde die Burg als Kommende Reval vom Schwertbrüderorden und nach deren Auflösung vom Deutschen Orden betrieben, ab 1346 war sie auch Besitz des Deutschen Ordens.
Für den Bau eines Schlosses ließ die Zarin Katherina die Große südliche und östliche Teile der Burg abreißen und einen Barockpalast wie in St. Petersburg errichten. Der Bau erfolgte von 1767 bis 1773 für den russischen Gouverneur von Estland. Nach Brandschäden wurde anstatt des Konventsgebäudes des Schlosses 1922 ein neues Gebäude errichtet, das zum Sitz des heutigen estnischen Parlaments wurde.
Der Sitz des Regierungschefs im Stenbockhaus und vieler Botschaften, darunter auch der der deutschen und der niederländischen Botschaft, ist ebenfalls auf dem Domberg. Auch die Alexander-Newski-Kathedrale und der Tallinner Dom mit ehemaliger Domschule finden sich hier. Auf dem Domberg befindet sich auch der Sitz der Estnischen Industrie- und Handelskammer. Auch verschiedene Museen haben ihren Sitz auf dem Domberg, so auch das Estnische Kunstmuseum in einem Bauwerk der Ritterschaft. Die Verbindung zur Unterstadt wird über nur wenige Straßen gewährleistet, so die Patkulsche Treppe von 1903, der Lange Domberg (estnisch: Pikk jalg) (erste befestigte Straße in Tallinn) und der Kurze Domberg Lühike jalg. Viele Adelshäuser auf dem Domberg sind, wie das Schlippenbach-Haus, in klassizistischem Stil erbaut worden. Bis zur Besetzung durch die Sowjets 1940 war die Selbstverwaltung der deutschen Minderheit in einem Gebäude ansässig, das heute der Sitz der Estnischen Akademie der Wissenschaften ist.